# Ескиджумайско македонско благотворително братство
Ескиджумайското македонско благотворително братство е организация на бежанците от областта Македония, установили се в Ески Джумая.

## История
На 12 октомври 1924 година е формирано братството и в неговото настоятелство влизат Никола Герасимов (председател), Христо Македончето (подпредседател), Васил Манолов (секретар касиер), а съветници са Киро Апостолов и Наум Дичев.